# Елдор'ян Хаміті
Елдор'ян Хаміті (нар. 18 січня 1983, Лежа) — албанський футбольний арбітр. Судить матчі у Суперліги з 2016 року. Арбітр ФІФА та УЄФА з 2018 року.

## Суддівська кар'єра
11 вересня 2016 року Хаміті провів свій перший матч в албанській національній лізі. У матчі між «Корабі Пешкопі» та «Скендербеу Корче» (0–2) арбітр п'ять разів показав жовту картку.
У єврокубках дебютував 19 липня 2018 року під час матчу між «Аполлон Лімасол» і «Стумбрас» у першому кваліфікаційному раунді Ліги Європи. Гра скінчилась з рахунком 2–0, а Хаміті роздав п'ять жовтих карток.
Він відсудив свій перший міжнародний матч 6 червня 2021 року, коли Люксембург програв Шотландії з рахунком 0–1 у товариському матчі. Єдиний гол забив Че Адамс. У цьому матчі Хаміті показав дві жовті картки — люксембуржцям Жерсону Родрігесу та Олів'є Тіллу, і червону — люксембуржцю Вахіду Селімовичу.